# Contarinia washingtonensis
Contarinia washingtonensis är en tvåvingeart som beskrevs av Johnson 1963. Contarinia washingtonensis ingår i släktet Contarinia och familjen gallmyggor. Inga underarter finns listade i Catalogue of Life.